# 野いちご (小説投稿サイト)
野いちご（のいちご）は、2007年よりスターツ出版株式会社が運営する、小説投稿サイトである。
当初は「ケータイ小説サイト 野いちご」とも表記され、その後は「小説投稿サイト野いちご」、「小説サイト 野いちご」と記されることもある。

## 概要
メインのユーザ層は女子中高生を中心とする10代から20代の女性であり、投稿作品は学生向け恋愛作品が多くを占めている。すべての小説を無料で読むことができ、投稿された小説は毎月書籍として出版され、現在ケータイ小説文庫、野いちご文庫、スターツ出版文庫の3レーベルに加え、単行本も定期的に刊行している。また書籍として出版された小説も、野いちごでは全ページ無料で読むことができる（書き下ろし小説などは限定公開、非公開などの場合がある）。
年齢制限もなく小学生でも利用できるようなサイトを目指していて、未成年にふさわしくない性描写・過激描写・暴力表現はNGとなっている。
2007年のオープン時はガラケー（フィーチャーフォン）向けウェブサイトであったが、現在はPCやスマートフォンでのウェブブラウザ対応のほか、 アプリの提供もされている（Android版/iOS版）。

## 沿革
- 2007年5月　ケータイ小説サイト「野いちご」オープン
- 2007年8月　「野いちご」発の第１弾書籍「Rain」を発刊
- 2007年9月　書籍「天使がくれたもの」映画化
- 2009年4月　「ケータイ小説文庫（ピンクレーベル）」シリーズ創刊
- 2011年11月　「ケータイ小説文庫・ブルーレーベル」創刊
- 2013年3月　スマートフォンアプリ「野いちご読書」リリース
- 2013年5月　「ケータイ小説文庫・パープルレーベル」創刊
- 2013年8月　「ケータイ小説文庫・ブラックレーベル」創刊
- 2014年3月　ユーザ参加型リアルイベント「野いちご春のファン祭り」開催
- 2014年3月　Android版投稿専用アプリ「だれでも作家」リリース
- 2015年4月　ショートストーリー「エアラブ」投稿サービス「野いちご学園」オープン
- 2015年12月　「スターツ出版文庫」創刊
- 2016年3月　フィーチャーフォン用サイトのサービス提供を終了[7]
- 2017年3月　「野いちご文庫」創刊
- 2017年5月　開設10周年を記念し、コンピレーションアルバム『ずっとずっと、大好きな君のそばで。』をミュージックレインから発売。[8]
- 2017年10月　スマートフォンアプリ「野いちご読書」150万ダウンロード突破
- 2018年9月　Android版投稿専用アプリ「だれでも作家」サービス終了
- 2020年8月　「野いちごジュニア文庫」創刊

## 野いちご学園
通常の小説投稿サービス以外に、野いちご学園（のいちごがくえん）が提供されている。

### えあら部
野いちご学園の初期は、学園物の恋愛ショートストーリーが投稿できる「えあら部」がメインのコンテンツで、2015年にスマートフォン版のみのサービスとしてスタートし、後にPCにも対応した。ただ、登録は必要になる。
好みのイケメンの立ち絵と、学校のイメージ背景を画像で選択し、自分の考えた憧れシーンを書き込むことを「エアラブ」と称し、その活動をすることを部活動に例えて「えあら部」という。イケメンの立ち絵は当初、顔のパーツがまったくないものだったが、のちに表情のあるものになった。「エアラブ」に野いちごからお題ワードが出題されることもあり、その投稿者には抽選で好きなケータイ小説文庫1冊がプレゼントされた。
気に入った作品には「きゅんボタン」と呼ばれる反応を送ることができる。今日の運勢がわかる占いコーナーもある。
2022年9月5日をもって、サービス終了となった。

### 野いちご学園高等部
2022年5月から新イベント「野いちご学園高等部」がスタート。野いちごが用意した、在校生（イラスト：柚木ウタノ）や野いちご学園高等部の設定を使用可とした小説投稿企画。

## 小説レーベル

### ケータイ小説文庫
ケータイ小説文庫（ケータイしょうせつぶんこ）は、2009年4月25日に創刊された文庫本レーベル。「ケータイ小説サイト野いちご」掲載作品が中心だが、その他の媒体からの作品も一部出版している。本文は横書きになっている。作品にもよるが、挿絵があるものは極少数である。

### スターツ出版文庫
スターツ出版文庫（スターツしゅっぱんぶんこ）は、2015年12月28日に創刊された文庫本レーベル。「ケータイ小説サイト 野いちご」からも書籍化があるが、ノベマ！など他の媒体からの作品も一部出版している。ライト文芸レーベルとして展開していて、文庫書き下ろしでは中高生を設定としていない作品も刊行されている。

### 野いちご文庫
野いちご文庫（のいちごぶんこ）は、2017年3月25日に創刊された文庫本レーベル。「ケータイ小説サイト野いちご」掲載作品が中心だが、その他の媒体からの作品も一部出版している。「恋するキミのそばに。」がコンセプトとなっている。表紙イラストの他にも、登場人物紹介や挿絵があり、ケータイ小説レーベルであるが10代の少女が主人公という点も含めて少女小説的である。
2018年11月25日刊行分より背表紙の黒い野いちごホラー文庫（野いちご文庫ホラーとも呼ばれる）が加わった。

### 野いちごジュニア文庫
野いちごジュニア文庫（のいちごじゅにあぶんこ）は、2020年8月20日に創刊された新書レーベル。「ケータイ小説サイト野いちご」掲載作品が中心。サイトよりもより一層読みやすくして児童書レーベルとして創刊された。挿絵あり。ケータイ小説文庫で刊行された作品の新装版や「野いちご」から書籍化した場合でも、高校生が主人公の作品は中学生設定に改稿され、小学生の親が読んで気になるような表現は配慮して編集される。

## コミック誌

### noicomi
noicomi（ノイコミ）、は2019年6月14日に創刊された電子コミック誌。野いちご文庫、ケータイ小説文庫からのコミカライズ誌で、コンセプトは「きゅん、したい。」。コミカライズされる際に書籍版からタイトルが変更される作品が多いため、原作を公式サイトでそのまま検索しても見つからないこともある。

## 文学賞・コンテスト
継続中の賞は太字で表記。商業化以外の副賞は、賞品の類は省略している。過去にはスターツ出版が主催の一社として参加していた日本ケータイ小説大賞の応募サイト（第2回（2007年）から第10回（2015年））でもあった。